# Copa Europea de la FIBA 2020-21
La Copa Europea de la FIBA 2020-21 fue la sexta temporada de la Copa Europea de la FIBA una competición europea de baloncesto profesional para clubes que fue instaurada por FIBA. La competición comenzó el 26 de enero de 2021 y finalizó el 25 de abril de 2021 en la ciudad israelí de Tel Aviv en el Menora Mivtachim Arena con el Ironi Ness Ziona proclamándose campeón por primera vez de esta competición.

## Efectos de la pandemia COVID-19
El 16 de junio de 2020, FIBA Europa anunció que se presume que la temporada comenzará en septiembre u octubre, con o sin espectadores. En caso de que la competición no pueda comenzar en septiembre-octubre se pospondrá automáticamente a enero de 2021, con un sistema de competición reducida.
El 2 de septiembre de 2020, FIBA Europa anunció que la temporada comenzará el 6 de enero de 2021.

## Equipos clasificados
Un máximo de 27 equipos jugarán en la Copa de Europa FIBA 2020-21. Los 16 equipos directamente clasificados y como máximo 11 de los equipos eliminados en la rondas de clasificación de la Basketball Champions League se unirán directamente a la temporada regular.
Los equipos se dividirán en siete grupos. Se formarán grupos de tres y cuatro equipos.
Los equipos registrados se publicaron oficialmente el 12 de agosto de 2020.
El sorteo será el 18 de agosto. Basado en una decisión de la junta de FIBA Europa, el club de Rusia (Parma) y los clubes de Ucrania (Dnipro -si no se clasificará para la temporada regular de la Liga de Campeones-, Kiev Basket, Prometey) se sortearán en grupos separados en el sorteo de la liga regular.

### Equipos
- 1.º, 2.º, etc.: Lugar en la liga nacional
- Abd: Temporada abandonada debido a la pandemia de COVID-19

| Fase regular                  | Fase regular                   | Fase regular               | Fase regular                       |
| ----------------------------- | ------------------------------ | -------------------------- | ---------------------------------- |
| Belfius Mons-Hainaut (CL QR2) | Iraklis (CL QR1)               | CSM Oradea (Abd-2.º)       | Ironi Nes Ziona (7.º)              |
| Neptūnas (CL QR2)             | Hapoel Tel Aviv (CL QR1)       | Sibiu (Abd-3.º)            | Unahotels Reggio Emilia (Abd-12.º) |
| Donar (CL QR2)                | Anwil Włocławek (CL QR1)       | Kiev Basket (Abd-2.º)      | Mornar                             |
| Sporting CP (CL QR2)          | Fribourg Olympic (CL QR1)      | Prometey (Abd-3.º)         | Heroes Den Bosch (Abd-3.º)         |
| U Cluj-Napoca (CL QR1)        | Dnipro (CL QR1)                | Kapfenberg Bulls (Abd-2.º) | Stal Ostrów Wielkopolski (Abd-9.º) |
| Balkan (CL QR1)               | Egis Körmend (Abd-2.º)         | Borisfen (Abd-1.º)         | Parma (Abd-5.º)                    |
| London Lions (CL QR1)         | Szolnoki Olajbányász (Abd-7.º) | Rilski Sportist (Abd-3.º)  | Beşiktaş Sompo Sigorta (Abd-8.º)   |

### Solicitudes por parte de otros equipos
Los siguientes 4 equipos eligieron la opción de terminar su aventura continental si eran eliminados de la fase de clasificación de la Liga de Campeones y, por lo tanto, se niegan a participar en la Copa de Europa FIBA:
- Igokea
- Hapoel Tel Aviv
- Neptūnas
- U-BT Cluj Napoca

## Fechas y sorteos
El calendario de la competición es el siguiente.
| Fase         | Jornada          | Sorteo               | Partido                  |
| ------------ | ---------------- | -------------------- | ------------------------ |
| Fase regular | Jornada 1        | 18 de agosto de 2020 | 26 de enero de 2021      |
| Fase regular | Jornada 2        | 18 de agosto de 2020 | 27 y 28 de enero de 2021 |
| Fase regular | Jornada 3        | 18 de agosto de 2020 | 29 de enero de 2021      |
| Play-offs    | Octavos de final | 3 de febrero de 2021 | 23 y 24 de marzo de 2021 |
| Play-offs    | Cuartos de final | 3 de febrero de 2021 | 25 y 26 de marzo de 2021 |
| Final Four   | Semifinales      | 3 de febrero de 2021 | 23 de abril de 2021      |
| Final Four   | 3er puesto       | 3 de febrero de 2021 | 25 de abril de 2021      |
| Final Four   | Final            | 3 de febrero de 2021 | 25 de abril de 2021      |

## Fase regular
En esta edición la fase regular tuvo un sistema novedoso respecto a anteriores ediciones. Los 24 equipos participantes se distribuyeron en 6 grupos de 4, donde jugarían a una vuelta y sede única desde el martes 26 al viernes 29 de enero. Los criterios de clasificación para la siguiente fase resultaron ser primero o segundo de grupo, así como los cuatro mejores terceros.

### Grupo A
El Grupo A se concentró en la ciudad de 's-Hertogenbosch   en el Maaspoort Sports end Events.
| Pos. | Equipo                  | PJ | G | P | PF  | PC  | DP  | Pts | Clasificación          |  | IRAK  | REGGI | MONS  | EGKO  |
| ---- | ----------------------- | -- | - | - | --- | --- | --- | --- | ---------------------- |  | ----- | ----- | ----- | ----- |
| 1    | Iraklis BC              | 3  | 3 | 0 | 251 | 225 | +26 | 6   | Clasificados Play-Offs |  | —     |       |       | 94–76 |
| 2    | UnaHotels Reggio Emilia | 3  | 2 | 1 | 232 | 226 | +6  | 5   | Clasificados Play-Offs |  | 74–78 | —     |       |       |
| 3    | Belfius Mons-Hainaut    | 3  | 1 | 2 | 227 | 215 | +12 | 4   | Clasificados Play-Offs |  | 75–79 | 69–70 | —     |       |
| 4    | Egis Körmend (E)        | 3  | 0 | 3 | 221 | 265 | −44 | 3   |                        |  |       | 79–88 | 66–83 | —     |

 Fuente: [http://www.fiba.basketball/europecup/20-21/groups#

### Grupo B
El Grupo B se concentró en la ciudad de Samokov   en el Arena Samokov.
| Pos. | Equipo               | PJ | G | P | PF  | PC  | DP  | Pts | Clasificación          |  | PROME | KYIV  | RILS  | KAPF  |
| ---- | -------------------- | -- | - | - | --- | --- | --- | --- | ---------------------- |  | ----- | ----- | ----- | ----- |
| 1    | BC Prometey          | 3  | 3 | 0 | 225 | 200 | +25 | 6   | Clasificados Play-Offs |  | —     |       | 89–76 |       |
| 2    | BC Kyiv Basket       | 3  | 1 | 2 | 196 | 197 | −1  | 4   | Clasificados Play-Offs |  | 66–72 | —     | 69–74 |       |
| 3    | Rilski Sportist (H)  | 3  | 1 | 2 | 217 | 227 | −10 | 4   | Clasificados Play-Offs |  |       |       | —     | 67–69 |
| 4    | Kapfenberg Bulls (E) | 3  | 1 | 2 | 178 | 192 | −14 | 4   |                        |  | 58–64 | 51–61 |       | —     |

 Fuente: [http://www.fiba.basketball/europecup/20-21/groups#

### Grupo C
El Grupo C se concentró en la ciudad de Włocławek   en el Hala Mistrzów.
| Pos. | Equipo                   | PJ | G | P | PF  | PC  | DP  | Pts | Clasificación          |  | SLAM  | IRNZI | SZOL  | SPOR  |
| ---- | ------------------------ | -- | - | - | --- | --- | --- | --- | ---------------------- |  | ----- | ----- | ----- | ----- |
| 1    | Arged BMSLAM Stal        | 3  | 3 | 0 | 268 | 249 | +19 | 6   | Clasificados Play-Offs |  | —     |       |       | 85–83 |
| 2    | Ironi Ness Ziona         | 3  | 2 | 1 | 262 | 247 | +15 | 5   | Clasificados Play-Offs |  | 86–93 | —     | 90–73 |       |
| 3    | Szolnoki Olajbányász (E) | 3  | 1 | 2 | 231 | 247 | −16 | 4   |                        |  | 80–90 |       | —     | 79–67 |
| 4    | Sporting CP (E)          | 3  | 0 | 3 | 231 | 249 | −18 | 3   |                        |  | 81–86 |       | —     |       |

 Fuente: [http://www.fiba.basketball/europecup/20-21/groups#

### Grupo D
El Grupo D se concentró en la ciudad de İstanbul   en el BJK Akatlar Arena.
| Pos. | Equipo                  | PJ | G | P | PF  | PC  | DP  | Pts | Clasificación          |  | SIBIU | BALK  | ORAD  | BESIK |
| ---- | ----------------------- | -- | - | - | --- | --- | --- | --- | ---------------------- |  | ----- | ----- | ----- | ----- |
| 1    | BC CSU Sibiu            | 3  | 2 | 1 | 247 | 235 | +12 | 5   | Clasificados Play-Offs |  | —     | 88–75 |       |       |
| 2    | BC Balkan               | 3  | 2 | 1 | 207 | 214 | −7  | 5   | Clasificados Play-Offs |  |       | —     | 58–55 | 74–71 |
| 3    | CSM CSU Oradea          | 3  | 1 | 2 | 216 | 219 | −3  | 4   | Clasificados Play-Offs |  | 70–78 |       | —     | 91–83 |
| 4    | Beşiktaş ICRYPEX (H, E) | 3  | 1 | 2 | 244 | 246 | −2  | 4   |                        |  | 90–81 |       |       | —     |

 Fuente: [http://www.fiba.basketball/europecup/20-21/groups#

### Grupo E
El Grupo E se concentró en la ciudad de Włocławek   en el Hala Mistrzów.
Los británicos del London Lions  debían haber participado en este grupo, pero por medidas Anti Covid-19 quedaron fuera de la competición.
| Pos. | Equipo           | PJ | G | P | PF  | PC  | DP  | Pts | Clasificación          |  | FRIB  | DNIP  | ANWI  |
| ---- | ---------------- | -- | - | - | --- | --- | --- | --- | ---------------------- |  | ----- | ----- | ----- |
| 1    | Fribourg Olympic | 2  | 1 | 1 | 143 | 131 | +12 | 3   | Clasificados Play-Offs |  | —     | 57–62 |       |
| 2    | BC Dnipro        | 2  | 1 | 1 | 133 | 131 | +2  | 3   | Clasificados Play-Offs |  |       | —     | 71–74 |
| 3    | Anwil (H)        | 2  | 1 | 1 | 143 | 157 | −14 | 3   | Clasificados Play-Offs |  | 69–86 |       | —     |

 Fuente: [http://www.fiba.basketball/europecup/20-21/groups#

### Grupo F
El Grupo A se concentró en la ciudad de 's-Hertogenbosch   en el Maaspoort Sports end Events.
El Borisfen Mogilev  debía haber participado en este grupo, pero por medidas Anti Covid-19 quedó fuera de la competición.
| Pos. | Equipo               | PJ | G | P | PF  | PC  | DP  | Pts | Clasificación          |  | PARMA | HEROES | DONAR |
| ---- | -------------------- | -- | - | - | --- | --- | --- | --- | ---------------------- |  | ----- | ------ | ----- |
| 1    | BC Parma             | 2  | 2 | 0 | 178 | 144 | +34 | 4   | Clasificados Play-Offs |  | —     | 85–63  |       |
| 2    | Heroes Den Bosch (H) | 2  | 1 | 1 | 162 | 183 | −21 | 3   | Clasificados Play-Offs |  |       | —      | 99–98 |
| 3    | Donar Groningen (E)  | 2  | 0 | 2 | 179 | 192 | −13 | 2   |                        |  | 81–93 |        | —     |

 Fuente: [http://www.fiba.basketball/europecup/20-21/groups#
Ranking de terceros de grupo
| Pos. | Grp | Equipo               | PJ | G | P | GF  | GC  | DG  | Pts | Clasificación                 |
| ---- | --- | -------------------- | -- | - | - | --- | --- | --- | --- | ----------------------------- |
| 1    | B   | Rilski Sportist      | 3  | 1 | 2 | 217 | 227 | −10 | 4   | Clasificados para el Play-Off |
| 2    | E   | Anwil                | 2  | 1 | 1 | 143 | 157 | −14 | 3   | Clasificados para el Play-Off |
| 3    | A   | Belfius Mons-Hainaut | 3  | 1 | 2 | 227 | 215 | +12 | 4   | Clasificados para el Play-Off |
| 4    | D   | CSM CSU Oradea       | 3  | 1 | 2 | 216 | 219 | −3  | 4   | Clasificados para el Play-Off |
| 5    | F   | Donar Groningen      | 2  | 0 | 2 | 179 | 192 | −13 | 2   |                               |
| 6    | C   | Szolnoki Olajbányász | 3  | 1 | 2 | 231 | 247 | −16 | 4   |                               |

 Fuente: FIBA Europe Cup
Criterios de clasificación: 1) Puntos; 2) Diferencia de puntos; 3) Puntos anotados.

## Play-Offs
Las fases de octavos y cuartos de final se llevan a cabo en cancha neutral y a un único partido. Se divide el cuadro en cuatro burbujas (en tres ciudades distintas) de tal modo que la ronda de octavos y cuartos se lleve a cabo en cuatro días (23-26 de marzo de 2021).

### Sorteo
El sorteo del cuadro se llevó a cabo el viernes 3 de febrero, mientras que las sedes de las cuatro burbujas de los Play-Offs se anunciaron el 25 de febrero de 2021.
| Equipo            |
| ----------------- |
| Arged BMSLAM Stal |
| BC CSU Sibiu      |
| BC Dnipro         |
| Iraklis BC        |
| Ironi Ness Ziona  |
| Fribourg Olympic  |
| BC Parma          |
| BC Prometey       |

| Equipo                  |
| ----------------------- |
| Anwil                   |
| BC Balkan               |
| Belfius Mons-Hainaut    |
| CSM CSU Oradea          |
| Heroes Den Bosch        |
| BC Kyiv Basket          |
| Rilski Sportist         |
| UnaHotels Reggio Emilia |

### Octavos de final
Los octavos de final se juegan a partido único en cancha neutral. 
Las ciudades elegidas para acoger esta fase son 's-Hertogenbosch   en el Maaspoort Sports end Events (dos llaves), Oradea   en el Arena Antonio Alexe (una llave) y Botevgrad   en el Arena Botevgrad (una llave).
| Equipo 1          | Resultado | Equipo 2                |
| ----------------- | --------- | ----------------------- |
| BC CSU Sibiu      | 61-65     | UnaHotels Reggio Emilia |
| BC Dnipro         | 72-78     | CSM CSU Oradea          |
| BC Prometey       | 81-88     | Belfius Mons-Hainaut    |
| Arged BMSLAM Stal | 92-83     | Heroes Den Bosch        |
| Fribourg Olympic  | 74-90     | BC Balkan               |
| BC Parma          | 90-61     | Rilski Sportist         |
| Iraklis BC        | 86-81     | Anwil                   |
| Ironi Ness Ziona  | 90-76     | BC Kyiv Basket          |

### Cuartos de final
Al igual que la ronda de octavos, los cuartos de final se juegan a partido único en cancha neutral. 
Las ciudades elegidas para acoger esta fase son 's-Hertogenbosch   en el Maaspoort Sports end Events (dos llaves), Oradea   en el Arena Antonio Alexe (una llave) y Botevgrad   en el Arena Botevgrad (una llave).
| Equipo 1                | Resultado | Equipo 2          |
| ----------------------- | --------- | ----------------- |
| UnaHotels Reggio Emilia | 64-71     | CSM CSU Oradea    |
| Belfius Mons-Hainaut    | 66-73     | Arged BMSLAM Stal |
| BC Balkan               | 62-84     | BC Parma          |
| Iraklis BC              | 80-105    | Ironi Ness Ziona  |

## Cuadro
|  | Octavos de final               | Octavos de final               |                                |    | Cuartos de final                | Cuartos de final                |                        |                        | Semifinales | Semifinales |  |  | FINAL | FINAL |
|  |                                |                                |                                |    |                                 |                                 |                        |                        |             |             |  |  |       |       |
|  | 23 de marzo – Oradea           |                                |                                |    |                                 |                                 |                        |                        |             |             |  |  |       |       |
|  |                                |                                |                                |    |                                 |                                 |                        |                        |             |             |  |  |       |       |
|  | BC CSU Sibiu                   | 61                             |                                |    |                                 |                                 |                        |                        |             |             |  |  |       |       |
|  | BC CSU Sibiu                   | 61                             | 25 de marzo – Oradea           |    |                                 |                                 |                        |                        |             |             |  |  |       |       |
|  | UnaHotels Reggio Emilia        | 65                             |                                |    |                                 |                                 |                        |                        |             |             |  |  |       |       |
|  | UnaHotels Reggio Emilia        | 65                             | UnaHotels Reggio Emilia        | 64 |                                 |                                 |                        |                        |             |             |  |  |       |       |
|  | 23 de marzo – Oradea           |                                | UnaHotels Reggio Emilia        | 64 |                                 |                                 |                        |                        |             |             |  |  |       |       |
|  |                                | CSM CSU Oradea                 | 71                             |    |                                 |                                 |                        |                        |             |             |  |  |       |       |
|  | BC Dnipro                      | CSM CSU Oradea                 | 71                             | 72 |                                 |                                 |                        |                        |             |             |  |  |       |       |
|  | BC Dnipro                      |                                | 23 de abril – Tel Aviv         | 72 |                                 |                                 |                        |                        |             |             |  |  |       |       |
|  | CSM CSU Oradea                 | 78                             |                                |    |                                 |                                 |                        |                        |             |             |  |  |       |       |
|  | CSM CSU Oradea                 | 78                             | CSM CSU Oradea                 | 66 |                                 |                                 |                        |                        |             |             |  |  |       |       |
|  | 23 de marzo – 's-Hertogenbosch |                                | CSM CSU Oradea                 | 66 |                                 |                                 |                        |                        |             |             |  |  |       |       |
|  |                                | Arged BMSLAM Stal              | 77                             |    |                                 |                                 |                        |                        |             |             |  |  |       |       |
|  | BC Prometey                    | Arged BMSLAM Stal              | 77                             | 81 |                                 |                                 |                        |                        |             |             |  |  |       |       |
|  | BC Prometey                    | 25 de marzo – 's-Hertogenbosch |                                | 81 |                                 |                                 |                        |                        |             |             |  |  |       |       |
|  | Belfius Mons-Hainaut           | 88                             |                                |    |                                 |                                 |                        |                        |             |             |  |  |       |       |
|  | Belfius Mons-Hainaut           | 88                             | Belfius Mons-Hainaut           | 66 |                                 |                                 |                        |                        |             |             |  |  |       |       |
|  | 23 de marzo – 's-Hertogenbosch |                                | Belfius Mons-Hainaut           | 66 |                                 |                                 |                        |                        |             |             |  |  |       |       |
|  |                                | Arged BMSLAM Stal              | 73                             |    |                                 |                                 |                        |                        |             |             |  |  |       |       |
|  | Arged BMSLAM Stal              | Arged BMSLAM Stal              | 73                             | 92 |                                 |                                 |                        |                        |             |             |  |  |       |       |
|  | Arged BMSLAM Stal              |                                | 25 de abril – Tel Aviv         | 92 |                                 |                                 |                        |                        |             |             |  |  |       |       |
|  | Heroes Den Bosch               | 83                             |                                |    |                                 |                                 |                        |                        |             |             |  |  |       |       |
|  | Heroes Den Bosch               | 83                             | Arged BMSLAM Stal              | 74 |                                 |                                 |                        |                        |             |             |  |  |       |       |
|  | 23 de marzo – Botevgrad        |                                | Arged BMSLAM Stal              | 74 |                                 |                                 |                        |                        |             |             |  |  |       |       |
|  |                                | Ironi Ness Ziona               | 82                             |    |                                 |                                 |                        |                        |             |             |  |  |       |       |
|  | Fribourg Olympic               | Ironi Ness Ziona               | 82                             | 74 |                                 |                                 |                        |                        |             |             |  |  |       |       |
|  | Fribourg Olympic               | 25 de marzo – Botevgrad        |                                | 74 |                                 |                                 |                        |                        |             |             |  |  |       |       |
|  | BC Balkan                      | 90                             |                                |    |                                 |                                 |                        |                        |             |             |  |  |       |       |
|  | BC Balkan                      | 90                             | BC Balkan                      | 62 |                                 |                                 |                        |                        |             |             |  |  |       |       |
|  | 23 de marzo – Botevgrad        |                                | BC Balkan                      | 62 |                                 |                                 |                        |                        |             |             |  |  |       |       |
|  |                                | BC Parma                       | 84                             |    |                                 |                                 |                        |                        |             |             |  |  |       |       |
|  | BC Parma                       | BC Parma                       | 84                             | 90 |                                 |                                 |                        |                        |             |             |  |  |       |       |
|  | BC Parma                       |                                | 23 de abril – Tel Aviv         | 90 |                                 |                                 |                        |                        |             |             |  |  |       |       |
|  | Rilski Sportist                | 61                             |                                |    |                                 |                                 |                        |                        |             |             |  |  |       |       |
|  | Rilski Sportist                | 61                             | BC Parma                       | 80 |                                 |                                 |                        |                        |             |             |  |  |       |       |
|  | 24 de marzo – 's-Hertogenbosch |                                | BC Parma                       | 80 |                                 |                                 |                        |                        |             |             |  |  |       |       |
|  |                                | Ironi Ness Ziona               | 81                             |    | Partido por la tercera posición | Partido por la tercera posición |                        |                        |             |             |  |  |       |       |
|  | Iraklis BC                     | Ironi Ness Ziona               | 81                             | 86 | Partido por la tercera posición | Partido por la tercera posición |                        |                        |             |             |  |  |       |       |
|  | Iraklis BC                     | 26 de marzo – 's-Hertogenbosch | 26 de marzo – 's-Hertogenbosch | 86 |                                 |                                 | 25 de abril – Tel Aviv | 25 de abril – Tel Aviv |             |             |  |  |       |       |
|  | Anwil                          | 26 de marzo – 's-Hertogenbosch | 26 de marzo – 's-Hertogenbosch | 81 |                                 |                                 | 25 de abril – Tel Aviv | 25 de abril – Tel Aviv |             |             |  |  |       |       |
|  | Anwil                          | Iraklis BC                     | 80                             | 81 | CSM CSU Oradea                  | 85                              |                        |                        |             |             |  |  |       |       |
|  | 24 de marzo – 's-Hertogenbosch | Iraklis BC                     | 80                             |    | CSM CSU Oradea                  | 85                              |                        |                        |             |             |  |  |       |       |
|  |                                | Ironi Ness Ziona               | 105                            |    | BC Parma                        | 76                              |                        |                        |             |             |  |  |       |       |
|  | Ironi Ness Ziona               | Ironi Ness Ziona               | 105                            | 90 | BC Parma                        | 76                              |                        |                        |             |             |  |  |       |       |
|  | Ironi Ness Ziona               |                                |                                | 90 |                                 |                                 |                        |                        |             |             |  |  |       |       |
|  | BC Kyiv Basket                 | 76                             |                                |    |                                 |                                 |                        |                        |             |             |  |  |       |       |
|  | BC Kyiv Basket                 | 76                             |                                |    |                                 |                                 |                        |                        |             |             |  |  |       |       |

## Final Four
La Final Four se celebró en el Menora Mivtachim Arena de la ciudad israelí de Tel Aviv los días 23 y 25 de abril de 2021.

### Semifinales
| 23 de abril - 15:00 (UTC +3) Semifinal 1 | BC Parma                                                                         | 80–81              | Ironi Ness Ziona                                          | Tel Aviv                                                                             |  |
|                                          | Parciales: 21-28, 29-18, 15-22, 15-13                                            |                    |                                                           |                                                                                      |  |
|                                          | Estadísticas Juškevičius 17 Savović 10 Williams, Savović 5 Juškevičius 16 (Val.) | Pts Reb Asts Otros | Estadísticas 24 Selden 9 Angola 6 Miller (Val.) 21 Selden | Pabellón: Menora Mivtachim Arena Árbitros: Luis CASTILLO Tanel SUSLOV Martin HOROZOV |  |

| 23 de abril - 18:00 (UTC +3) Semifinal 2 | CSM CSU Oradea                                                                      | 66–77              | Arged BMSLAM Stal                                       | Tel Aviv                                                                         |  |
|                                          | Parciales: 24-18, 8-25, 14-14, 20-20                                                |                    |                                                         |                                                                                  |  |
|                                          | Estadísticas Marković 15 Marković 9 Broussard, Marković 7 Nikola Marković 22 (Val.) | Pts Reb Asts Otros | Estadísticas 19 Kell 8 Ogden 6 Kell (Val.) 24 Trey Kell | Pabellón: Menora Mivtachim Arena Árbitros: Paulo MARQUES Boris KREJIC Kerem BAKI |  |

### Partido por la tercera posición
| 25 de abril - 18:00 (UTC +3) Partido por la tercera posición | CSM CSU Oradea                                                    | 85–76              | BC Parma                                                                                         | Tel Aviv                                                                                  |  |
|                                                              | Parciales: 20-15, 25-13, 16-23, 24-25                             |                    |                                                                                                  |                                                                                           |  |
|                                                              | Estadísticas Broussard 21 Green 8 Broussard 2 Broussard 25 (Val.) | Pts Reb Asts Otros | Estadísticas 24 Žukauskas 7 Mejeris, Žukauskas 5 Mejeris, Žukauskas (Val.) 23 Eigirdas Žukauskas | Pabellón: Menora Mivtachim Arena Árbitros: Igor MITROVSKI Thomas BISSUEL Zdenko TOMASOVIC |  |

### Gran Final
| 25 de abril - 21:00 (UTC +3) Gran Final | Arged BMSLAM Stal                                           | 74–82              | Ironi Ness Ziona                                                    | Tel Aviv                                                                             |  |
|                                         | Parciales: 22-26, 13-16, 30-17, 9-23                        |                    |                                                                     |                                                                                      |  |
|                                         | Estadísticas Garbacz 19 Ogden 10 Kell 7 Trey Kell 14 (Val.) | Pts Reb Asts Otros | Estadísticas 21 Levi 13 Meyinsse 9 Miller (Val.) 25 Jerome Meyinsse | Pabellón: Menora Mivtachim Arena Árbitros: Luis CASTILLO Boris KREJIC Martin HOROZOV |  |

| Campeón de la FIBA EUROPE CUP 2020-21 |
| ------------------------------------- |
| Ironi Ness Ziona 1er título           |